# 아칸호
아칸 호(일본어: 阿寒湖 아칸코[*])는 홋카이도 동부의 구시로시에 있는 호수이다. 호수 전체가 아칸 국립공원에 속해 홋카이도 동부의 대표적 관광지이다. 2005년 11월 람사르 협약에 등록된 습지 중 한 곳이다.

## 지리
홋카이도 동부의 구시로 시 북부에 위치해 있으며, 호수 동쪽에는 오아칸 산이 입지해 있다. 호수는 오아칸 산의 분화로 생성된 폐색호이다. 호수의 둘레는 30km, 면적은 13.28km2, 최대수심은 45m에 이른다. 섬으로는 오시마 섬, 고시마 섬, 주루이 섬, 야이타이 섬이 떠있다. 그중 주루이 섬에는 천연기념물인 마리모 전시관람 센터가 입지해 있다.
- 유입하천 : 이베시베쓰 강, 기네탄베쓰 강, 주루이 강, 본추루이 강, 시리코마베쓰 강 등
- 유출하천 : 아칸 강

## 생태

아칸 호의 마리모.

특별천연기념물인 마리모와 홍연어가 살고 있다. 주위는 가문비나무, 분비나무 등의 아고산대 침엽수림 및 활엽수림이 산재해 있다.